# Semyon Bilmes
Semyon Bilmes (Baku, 1955. augusztus 29. –) azerbajdzsáni amerikai festő.
Elismert reklám- és könyvillusztrátor. Munkái olyan könyvek és folyóiratok borítóin találhatók, mint pl. Reader's Digest és a New York Times. A Hölgy vörös turbánban című olajfestménye a legjobb illusztrátorokat és tervezőket tartalmazó éves névjegyzékben szerepelt.

## Élete
1955. augusztus 29-én született Bakuban, Azerbajdzsáni Szovjet Szocialista Köztársaság. Művészeti oktatása gyermekkorában kezdődött olyan iskolai osztályokban, ahol a rajz alapjait tanulhatta meg. Tizenhat éves korában a bakui Əzim Əzimzadə Művészeti Akadémiára járt, ahol tökéletesíthette tudását. 1980-ban New Yorkba emigrált, ahol a Parsons School of Designban végzett.
Sikeres művészként megalapította a Bilmesi Művészeti Iskolát, ahol tíz éven keresztül művészetet tanított.
Később megvásárolt és felújított egy nagy épületet az Oregon állambeli Ashlandben az Ashland Művészeti Akadémia számára. 2010-ben a családjával Mauiba költözött, ahol megnyitották a Maui Műtermet. Azóta az Atelier Mauiban tanít.
Mauin, a Hawaii-szigetcsoport második legnagyobb szigetén él a feleségével és négy gyermeke közül az egyikkel.

## Fordítás
- Ez a szócikk részben vagy egészben  a   Semyon Bilmes című angol Wikipédia-szócikk ezen változatának fordításán alapul.  Az eredeti cikk szerkesztőit annak laptörténete sorolja fel. Ez a jelzés csupán a megfogalmazás eredetét és a szerzői jogokat jelzi, nem szolgál a cikkben szereplő információk forrásmegjelöléseként.